# مطار الملك عبد الله الإقليمي
مطار الملك عبد الله الإقليمي (إياتا: GIZ، إيكاو: OEGN) هو مطار إقليمي يبعد عن وسط مدينة جازان أقصى جنوب غرب السعودية حوالي 3 كم، أفتتح المطار سنة 1981، وتبلغ مساحة أرض المطار حوالي 4.7 كم2.

## خطوط وشركات الطيران
| شركـات طيـران   | الوجهات                                            |
| --------------- | -------------------------------------------------- |
| الخطوط السعودية | الدمام، جدة، الرياض، حائل، الطائف، تبوك، القيصومة. |
| طيران ناس       | الرياض، جدة،حائل، الدمام، أبها.                    |
| نسما للطيران    | القاهرة.                                           |
| العربية للطيران | الشارقة.                                           |
| النيل للطيران   | القاهرة.                                           |

كما يعمل المطار على استقطاب عدد من الخطوط الإقليمية والعربية.

## التشغيل الدولي
قامت الهيئة العامة للطيران المدني بتنفيذ صالة جديدة بالمطار خاصة بالسفر والوصول الدولي على مساحة تقدر بنحو 3650 متر مربع وتشمل كاونترين مزدوجة للجوازات وكاونتر للجمارك وكاونتر لإنهاء إجراءات السفر، ومنطقة استثمارية بمساحة 160م وصالة خاصة برجال الأعمال، بالإضافة إلى أن الصالة الدولية تضم مصلى للنساء وآخر للرجال.
منحت الهيئة العامة للطيران المدني حق التشغيل الدولي في المطار لكل من شركة نسما للطيران وطيران العربية وفلاي دبي بمعدل رحلة يومياً لكل منها، وقد وصلت أول رحلة دولية للمطار من قِبل نسما للطيران يوم الخميس الموافق 9 أبريل 2015م قادمة من القاهرة.

## مطار الملك عبد الله الجديد
تم البدء بتنفيذ الأعمال الإنشائية بمطار الملك عبد الله بن عبد العزيز الدولي الجديد في موقع جديد كلياً مطل على البحر الأحمر. يتكون المطار الجديد من ثلاثة طوابق منها طابق للمغادرة وطابق للوصول وآخر لاستلام الأمتعة، وتقوم المرحلة الأولى على إنشاء عشرة جسور متحركة التي تعمل على نقل الركاب من المطار إلى الطائرة مباشرة. صُمِّم المطار الجديد بأعلى المعايير العالمية لبناء المطارات الحديثة، حيث سيضم أسواق حرة ومطاعم ومقاهي عالمية. كما صمم المطار الجديد ليستقبل الطائرات الكبيرة من الحجم العريض.